# 海山镇
海山镇是中国广东省潮州市饶平县的一个镇，是潮州市唯一的海島鎮。　

## 简史
古为信宁都钸洲堡辖地，中华民国时期设海山区。1957年分设海南、海北2乡，后合并为海山乡，1958年改为海山公社，1983年改海山区，1986年设海山镇。

## 区划
辖12个管理区和5个居委会。
有16个自然乡(排名不分先后)：坂上村、蓬莱村、浮任村、山下村、渡头村、蔡厝村、徐厝村、美宅村、企头村、上港村、石头村、黄隆村、达南村、野水村、东石村、欧石村——(黄隆村分隆西、隆南、隆东、隆北前各有4个居委，书面上也认为是18个自然村）

## 地理
潮州市唯一的海岛镇。距汕头60公里，距厦门200多公里，同南澳岛隔海约4海里。海岸线总长34公里。

## 姓氏由來
郑姓：郑清之，字德源，号安晚，初名燮，字文叔，家谥净庵，浙江鄞县人，祖肇基于福建莆田，生于南宋淳熙三年（1176年）正月十六日。官至宰辅，四登相位，历光禄大夫、左右丞相、太傅等职。郑清之先后有樊、杨、萧、曾、赵、蓝、苏、曾、郭九位夫人，子十八人。宋末元初，元配夫人樊氏所出四子，由闽迁广东潮州饶平海山沙渥坂开基，初更姓为陈。后大房分居凤鸣岗；二房移居邹塘；三房仍居沙渥坂；四房卜居里洋村。至明朝，洪武建元，始复郑姓，并于石狗门（今三百门）弥勒山建郑清之及樊氏墓。居于沙渥坂之第三房，为饶平郑氏清之派系之始祖，今称海山镇坂上村，人口约7000多人。
朱姓：金昆公，号逸夫，戟公之长子，朱熹第十七代孙。明庠生，大朝奉府君。明嘉靖五年（1526）偕弟玉季公由福建漳州东山五都山后村始迁广东潮州饶平海山野水，后迁黄隆开基，定居于后埔西社。玉季公，号逊夫，戟公之次子，二朝奉府君。生四子：镇山、弘业、学士、顺发，后迁黄隆乡迩后，长子镇山改姓艮，三子学士改姓元，四子顺发留居原籍福建。
许姓：以天正祖为开漳一世祖，至十世乾德公生三子，次子许烈率族群自南诏迁居潮州，为许氏入潮始祖，许烈长兄夏臣及三弟许猷同时迁居福建马坪为马坪始祖，即入漳始祖天正第十二世。以福建马坪祖为始祖自第十一代一支系移居潮州饶平海山汛洲岛（汛洲岛今属黄冈镇）创祖。汛洲公第十一代孙尚贤公又迁海山东边（东港村由东边和港打两个自然村组成）定居。
沈姓：1382年，沈氏族人从福建漳州诏安迁入广东潮州饶平海山镇东港村，其后代在东边村繁衍生息。
林姓：林氏始祖寿山公，原籍福建省福州府闽县金口桥乡红花下，1245年因元兵大肆入侵，为避战乱，始祖携带家人来广东潮州府饶平縣海山浮任村创居。
欧姓：先祖在最早时期为避战乱从中原迁徙到福建莆田定居，后迁往福建省漳州府诏安县上营镇仙堂乡欧厝寨，现有远祖祁山侯欧哲及大元使臣诰授欧荣禄大夫欧公墓道石刻祖墓为证，明朝嘉靖年间再从欧厝寨迁移到饶平县海山镇欧边村，至今已历二十二世。

## 物产
有海虾、石斑鱼、紫菜等海产品；有高级瓷土，储量有10万吨；有虎踢奇石及贝壳冲积岩，中国国内罕见。 　　

## 景点
建于晋朝的隆福寺等。